# Mateusz Janikowski
Mateusz Janikowski (ur. 5 maja 1999) – polski siatkarz, grający na pozycji przyjmującego. W kwietniu 2018 roku podpisał kontrakt z ONICO Warszawa. 

## Sukcesy klubowe
PlusLiga:
- 2019